# Matros (île)
L'île Matros (en russe Остров  Матрос, en français l'« île du marin ») est une île russe du groupe des îles Vostotchnye faisant elles-mêmes parties de l'archipel Nordenskiöld. Elle se trouve dans la mer de Kara. 

## Géographie
L'île, située au nord-ouest du groupe, à l'ouest des îles Evgueni Fiodorov, mesure environ 4,5 km de longueur et culmine à 54 mètres.

## Protection
Comme le reste de l’archipel, elle fait partie de la réserve naturelle du Grand Arctique depuis 1993.

## Sources